# Georgina Singleton
Georgina Singleton (ur. 11 października 1977) – brytyjska judoczka. Olimpijka z Aten 2004, gdzie zajęła siódme miejsce w wadze półlekkiej.
Piąta na mistrzostwach świata w 2003 i siódma w 2007; uczestniczka zawodów w 2007. Startowała w Pucharze Świata w latach 1995, 1997–2005, 2007 i 2008. Brązowa medalistka igrzysk Wspólnoty Narodów w 2002, gdzie reprezentowała Anglię. Zdobyła pięć medali na mistrzostwach Europy w latach 1998 - 2003. Trzecia na uniwersjadzie w 1999. Wygrała mistrzostwa Wspólnoty Narodów w 1996 i 1998 roku.

## Letnie Igrzyska Olimpijskie 2004
| Konkurencja | Eliminacje             | Eliminacje             | Eliminacje            | Repasaże            | Repasaże            | Klas. końcowa |
| Konkurencja | Przeciwnik I           | Przeciwnik II          | 1/4                   | Przeciwnik I        | Przeciwnik II       | Miejsce       |
| ----------- | ---------------------- | ---------------------- | --------------------- | ------------------- | ------------------- | ------------- |
| 52 kg       | Fabiane Hukuda (BRA) Z | Flor Velázquez (VEN) Z | Yuki Yokosawa (JPN) P | Ri Sang-sim (PRK) Z | Ilse Heylen (BEL) P | 7.            |